# Isoglossa subcordata
Isoglossa subcordata är en akantusväxtart som först beskrevs av Charles Baron Clarke, och fick sitt nu gällande namn av B. Hansen. Isoglossa subcordata ingår i släktet Isoglossa och familjen akantusväxter. Inga underarter finns listade i Catalogue of Life.